# NGC 7025
NGC 7025 (również PGC 66151 lub UGC 11681) – galaktyka spiralna (Sa), znajdująca się w gwiazdozbiorze Delfina. Odkrył ją 17 września 1863 roku Albert Marth. Jest to galaktyka z aktywnym jądrem typu LINER.